# وان كين يي
وان كين يي (بالصينية: 溫健儀) هي منافسة ألعاب القوى صينية، ولدت في 20 يوليو 1975.

## وصلات خارجية
- وان كين يي على موقع الاتحاد الدولي لألعاب القوى (الإنجليزية)
- وان كين يي على موقع أوليمبيديا (الإنجليزية)